# Jordi Eleusis
Jordi Eleusis (en llatí Georgius Eleusius) fou un escriptor grec autor d'una obra sobre la vida del sant Teodor de Siceó o de Syeium bisbe d'Anastasiòpolis a Galàcia (Siceó era probablement una ciutat de Galàcia). Possiblement era deixeble del sant i testimoni directe de molts dels relats del llibre. La seva família era natural d'Adigermarus o Adigermarum, un vila desconeguda probablement de Galàcia i els pares no havien tingut fills en molts anys fins que, mercès a les oracions de Teodor, va tenir un fill, Jordi, l'educació del qual li va ser confiada, i Teodor el va tenir com a deixeble durant dotze anys. Va escriure Vita Sancti Theodorus Siceotae.